# Dieselmaterieel '90
Het Dieselmaterieel '90 (DM '90), met als officiële bijnaam Buffel, was een serie Nederlands spoorwegmaterieel, bestaande uit 53 tweedelige dieseltreinstellen. De stellen zijn deels gebaseerd op het Stoptreinmaterieel '90, de Railhopper. De Buffels werden vanaf 1996 ingezet door de Nederlandse Spoorwegen en vanaf 1999 ook door Syntus. Bij de Nederlandse Spoorwegen deden de laatste treinstellen dienst tot 2017.

## Geschiedenis
De NS bestelde 53 treinstellen in 1993 bij Talbot, het huidige Bombardier, in Aken. De complete elektrische uitrusting, treinbesturing en diagnosefuncties werden door Holec Ridderkerk (inmiddels Alstom) geleverd. Duewag in Krefeld bouwde het interieur in en vanaf daar werden de treinstellen naar Nederland overgebracht. De 3401 kwam op 12 maart 1996 uit de fabriek in Krefeld gerold. In 1998 stelde NS het laatste treinstel, de 3453, in dienst.
Het was aanvankelijk de bedoeling om een vervolgserie tweewagenstellen te bestellen, en eventueel ook een DM'90-motorrijtuig (1-wagenstel) te ontwikkelen. Hiervan is niets terechtgekomen door de komst van nieuwe vervoerders op de diesellijnen.
Het materieel werd eind jaren 1990 op een groot deel van de niet-geëlektrificeerde spoorlijnen geïntroduceerd. In de periode erna werden veel van deze trajecten openbaar aanbesteed, waarbij in de meeste gevallen de exploitatie naar andere vervoerders ging. Syntus nam daarvoor een aantal DM'90 treinstellen over. Andere vervoerders maakten tijdelijk gebruik van enkele treinstellen. Een ander deel van het DM'90 verschoof tijdelijk naar een aantal stoptreindiensten op volledig geëlektrificeerde trajecten.
Op 13 december 2009 gingen de eerste vijftien stellen buiten dienst. Enkele dagen tot weken later waren ze alweer nodig om een deel van het door zwaar winterweer opgelopen materieeltekort op te vangen.

## Inrichting en techniek
Net als het Stoptreinmaterieel '90, het elektrische treinstel dat de basis vormde voor de Buffel, heeft het DM'90 een afwijkende maximumbreedte van 3,20 meter. Door een uitgekiend ontwerp van de bakvorm (met geknikte zijwanden) en de zijdelingse veeruitslag beperkt te houden is het mogelijk de bak 30 centimeter breder te maken dan de meeste treinen, en toch te voldoen aan het standaardprofiel. Dankzij de brede bak was het mogelijk om in de tweede klas vijf zitplaatsen in de breedte te creëren, maar hiervan is afgezien. DM'90 wordt aangedreven door twee dieselmotoren (6 cilinders in lijn) van Cummins (type NTA 855 R4) met elk een maximaal vermogen van 320 kW. De overbrenging is hydrodynamisch (Voith, type T211 rzze). DM'90 heeft een topsnelheid van 140 km/h. De Buffel kon in treinschakeling rijden met het oudere (eveneens dieselhydraulische) Wadloper-materieel, al was de maximumsnelheid dan beperkt tot die van de Wadloper, 100 km/h. De Buffel bood aan 135 reizigers een zitplaats (123 tweede klas en 12 eerste klas). De draaistellen waren van het type RMO 9000, dat ook voor het Dubbeldeksinterregiomaterieel gebruikt werd.
Aanvankelijk zou DM'90 dezelfde kop krijgen als SM'90, maar op advies van de afdeling Marketing en Design werd alsnog de gestroomlijnde kop gebruikt die eigenlijk al eerder voor het SM'90 was ontwikkeld en die de reiziger meer zou moeten aanspreken.
De combinatie van schijfremmen en een rustige loop had als gevolg dat het materieel slecht werd gedetecteerd. Op de lijnen waar DM'90 reed, had de spoorwegbeheerder vaak assentellers geïnstalleerd. DM'90 had ATB-NG-apparatuur aan boord als treinbeïnvloeding. Drie treinstellen werden voor het grensverkeer vanuit Heerlen uitgerust met PZB en klaptredes. De Eisenbahn-Bundesamt (EBA) heeft er geen toelating voor gegeven.
In de treinstellen die de dienst tussen Zwolle en Kampen verzorgden, hingen tussen 2008 en 2013 informatieschermen met onder meer NS-reizigersinformatie voor het station Zwolle. Hiermee werd voldaan aan een voorwaarde van de provincie Overijssel bij de aanbesteding.

### Koeling en verwarming
Om te hoge zomertemperaturen in de reizigersafdelingen tegen te gaan werden de dichte ramen vervangen door klapramen. De daken van alle DM'90-treinstellen van NS werden om dezelfde reden wit geschilderd. Omstreeks 1998 werden de machinistencabines voorzien van een airco-installatie. DM'90 werd verwarmd door een luchtverwarmingssysteem dat de restwarmte van de dieselmotoren gebruikt. Als de warmte-afgifte van de motoren onvoldoende is, schakelen elektrische verwarmingselementen in. Deze elementen kunnen worden aangesloten op de depotvoeding zodat voor het warm houden van de treinstellen op een opstelterrein de dieselmotoren niet hoeven te draaien. Dit beperkt geluids- en stankoverlast.

## Foto's

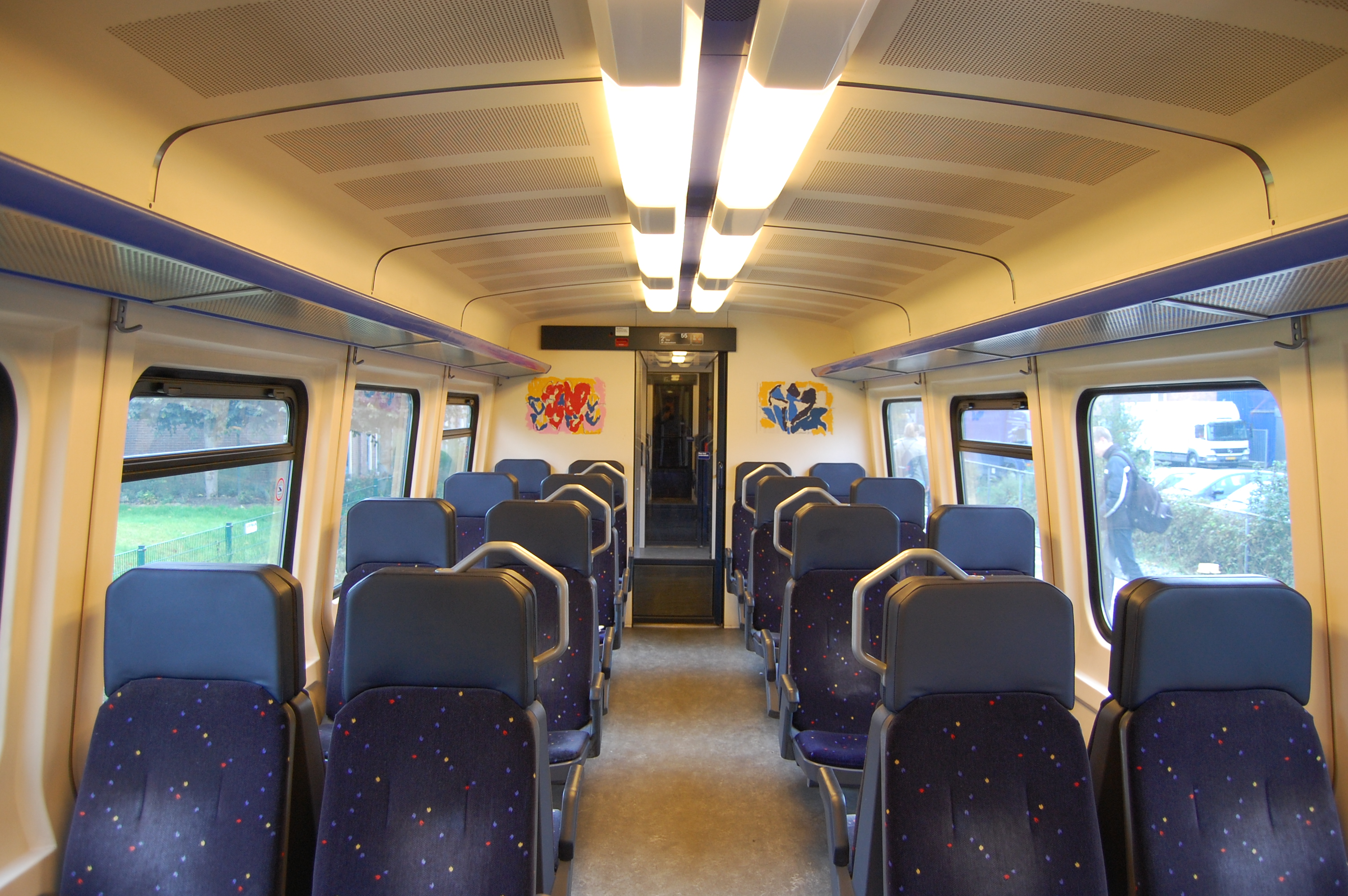
Interieur tweede klasse
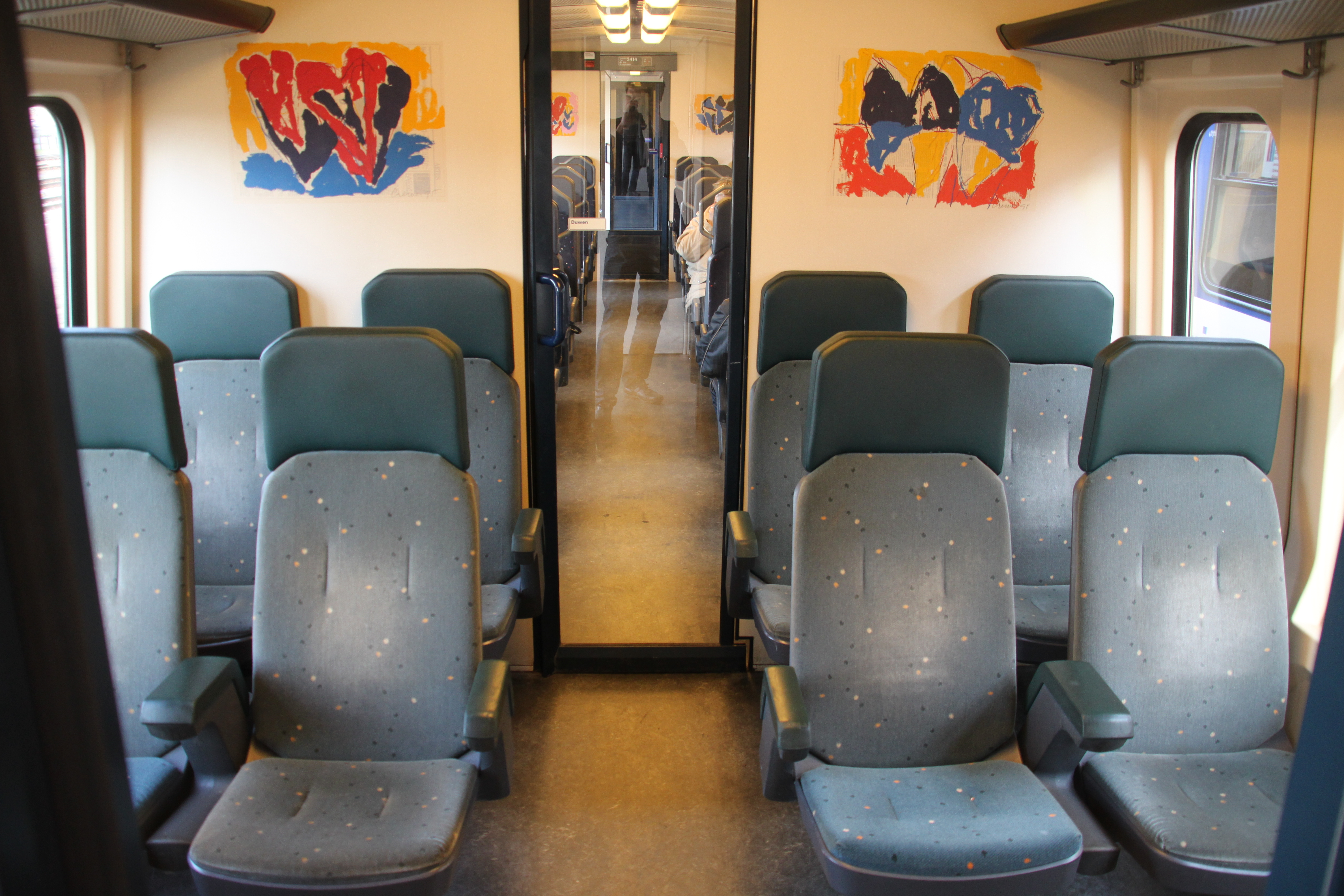
Interieur eerste klasse
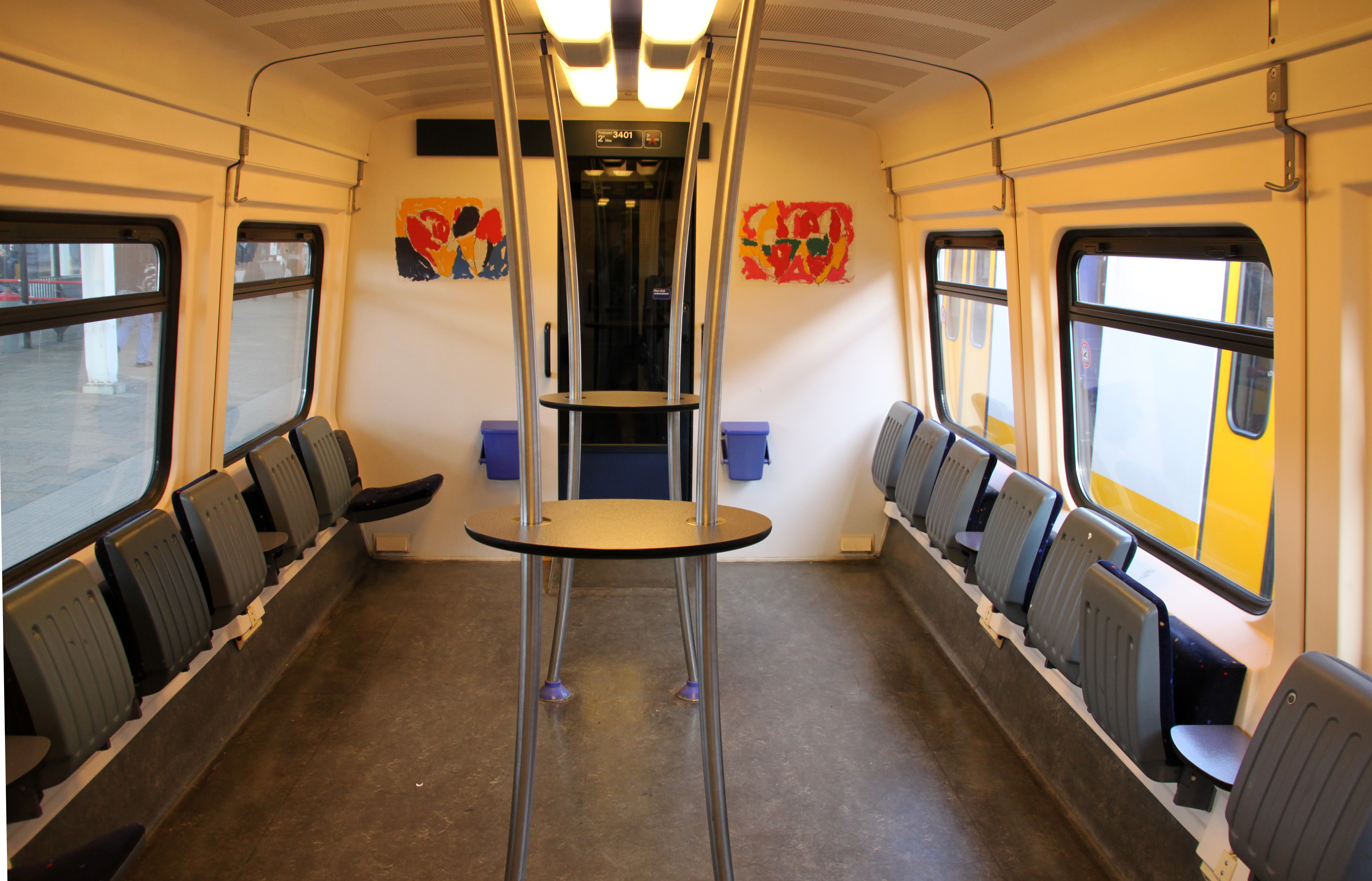
Stacoupé
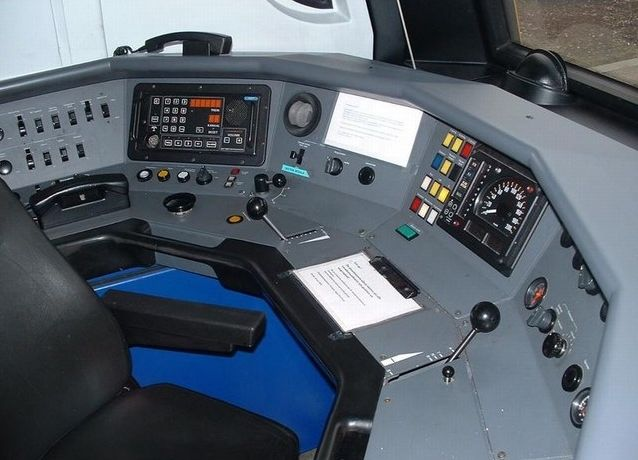
De cabine van de Buffel
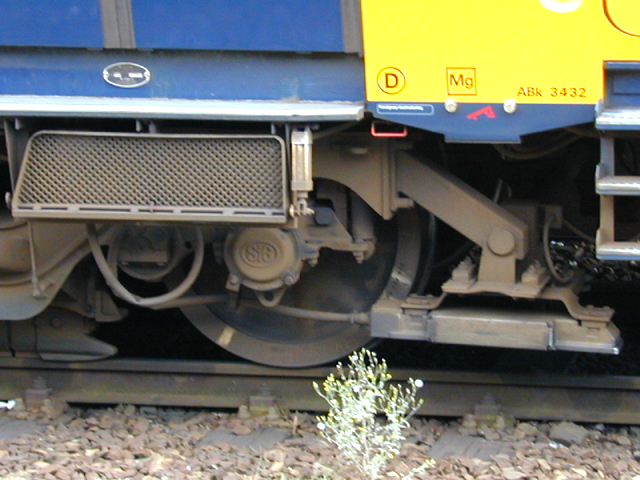
NS 3432 met klaptrede en PZB-magneet
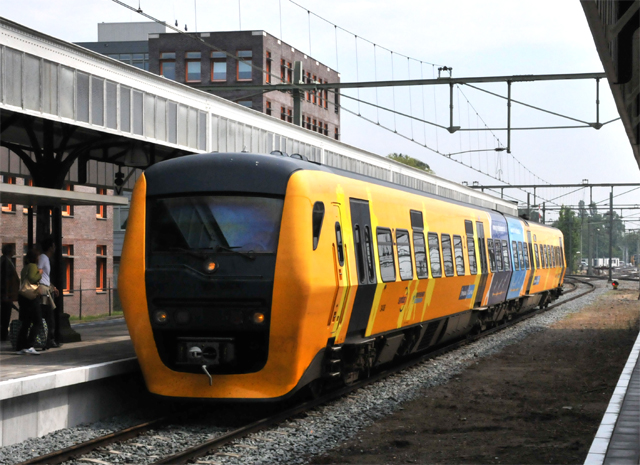
Treinstel 3436 als Grensland Express te Hengelo op spoor 11; 28 april 2011
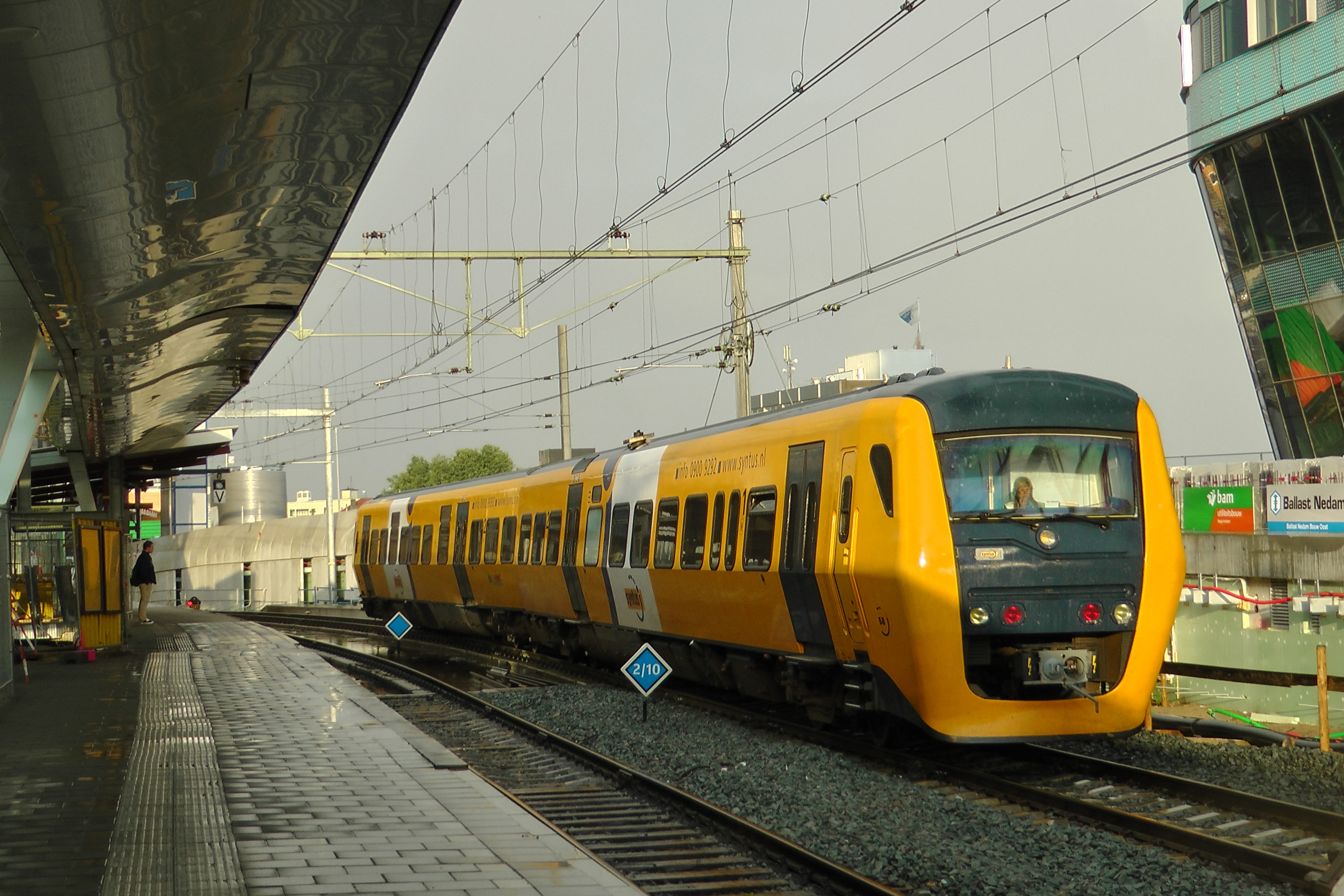
Syntus-trein in Arnhem
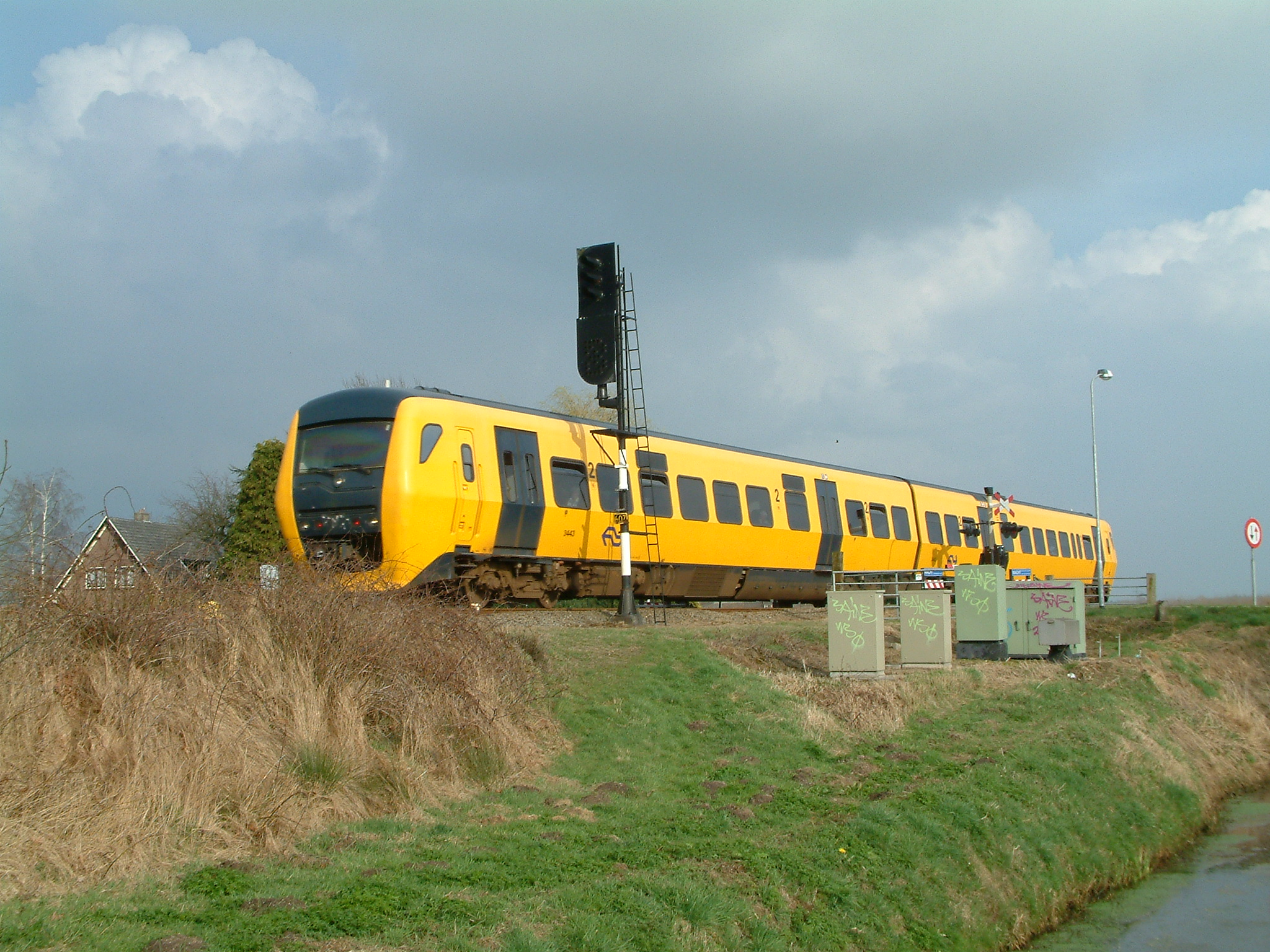
DM'90 3443 heeft zojuist Klarenbeek verlaten met de stoptrein van Zutphen naar Apeldoorn.
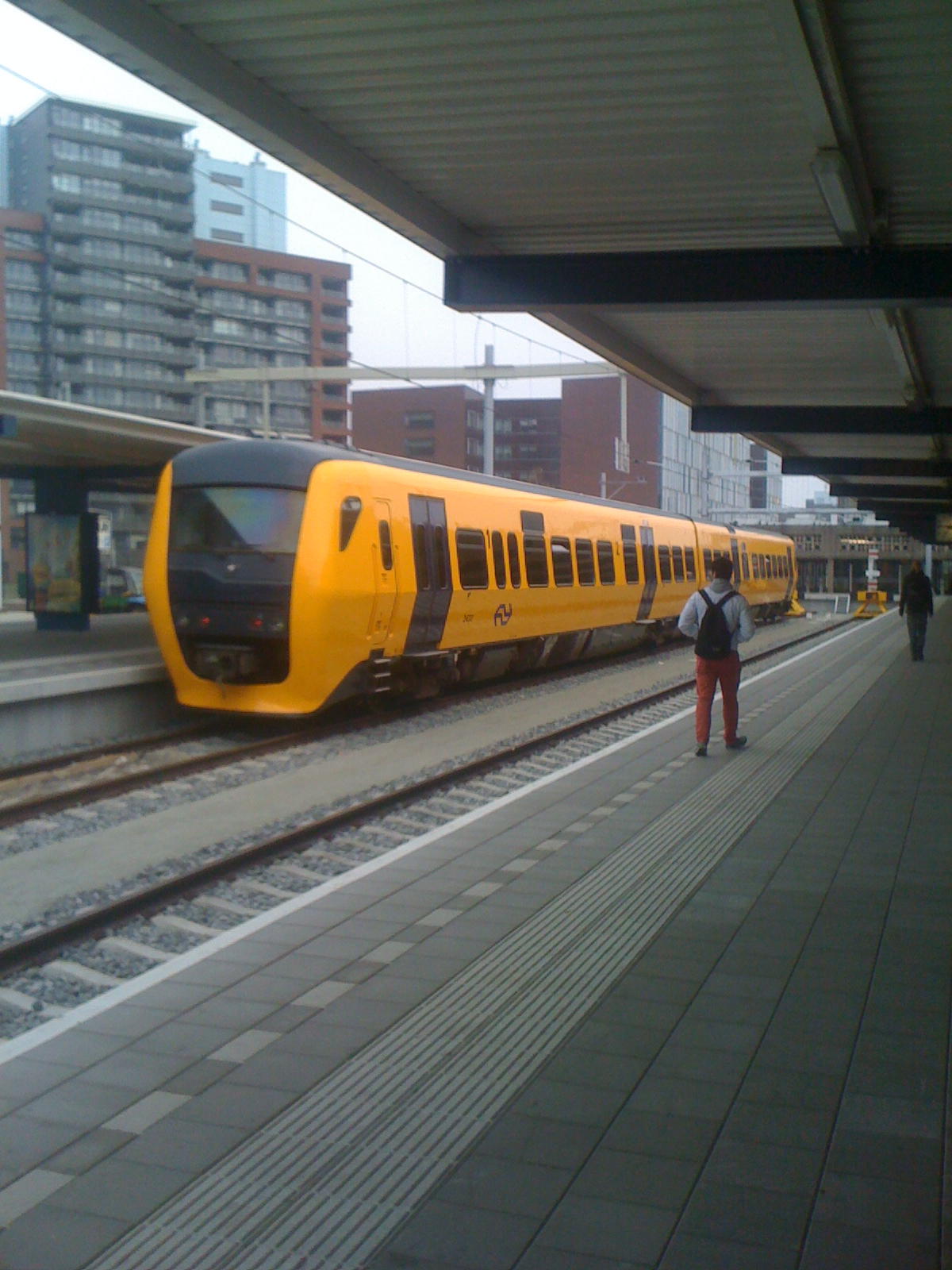
Treinstel 3433 bij het station van Enschede; april 2014

## Inzet

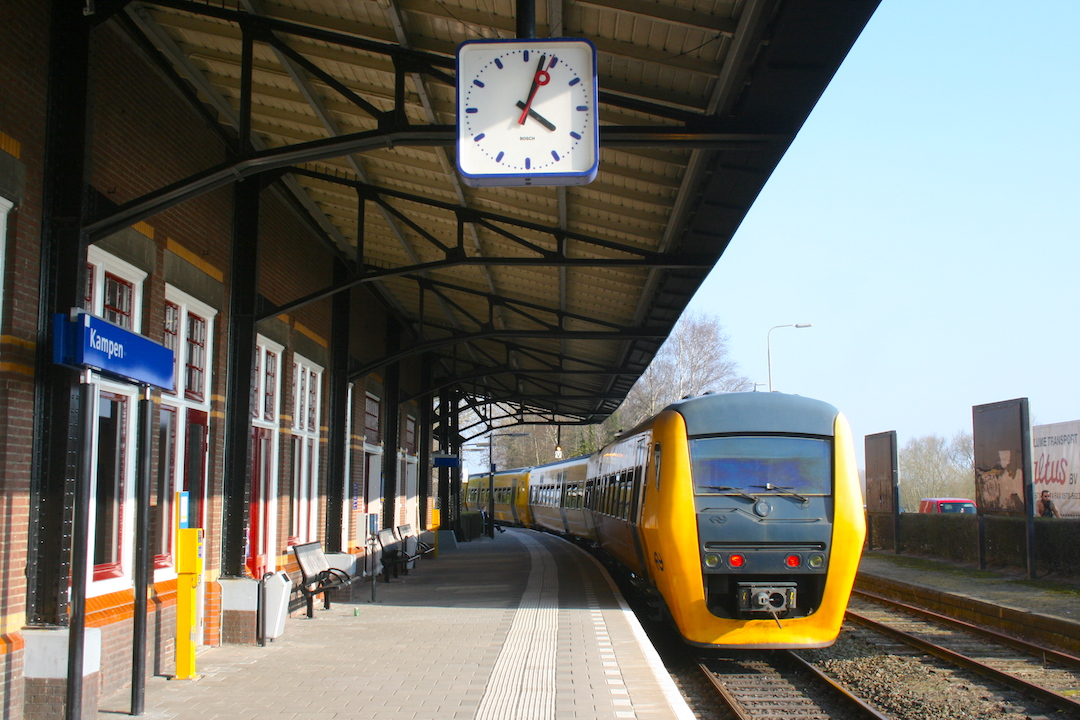
Dieselmaterieel '90 vertrekt uit Kampen naar Zwolle; 23 maart 2012.

De spoorlijnen waar DM'90 kwam te rijden werden, in de periode voorafgaand aan de inzet, met uitzondering van de Noordelijke Nevenlijnen, van ATB Nieuwe Generatie voorzien. Om de treindienst op deze trajecten niet te veel te belasten, werd het materieel vaak gefaseerd op een verbinding in dienst gesteld en reden de oude Plan U-treinstellen op het trajectdeel zonder ATB-NG. Het traject Doetinchem – Arnhem werd aangewezen als proeftraject voor het nieuwe dieselmaterieel. In de zomer van 1996 startte het proefbedrijf met de Buffels. In november dat jaar werd de treindienst vanuit Winterswijk met dit materieel gereden. Tussen november 1996 en juni 1997 reed het materieel op het traject Leeuwarden – Stavoren. In juni 1997 volgde de verbouwing van de Maaslijn (Nijmegen – Venlo – Roermond).

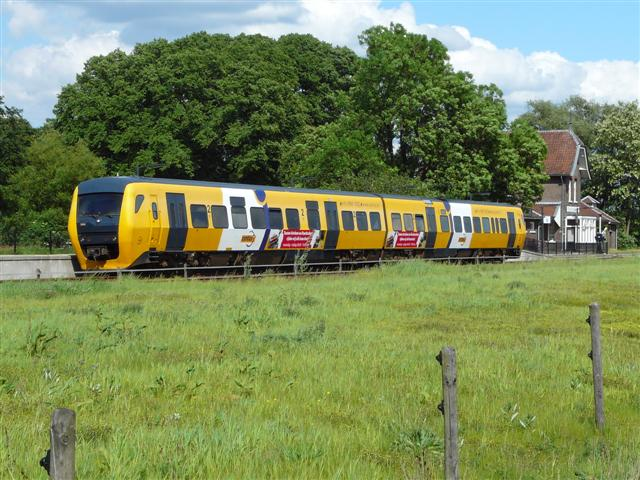
Syntus-treinstel 50 onderweg van Arnhem naar Tiel tijdens een stop te Hemmen-Dodewaard; 22 mei 2009.

Begin 1998 keerden de treinstellen terug in het noorden en gingen ze rijden tussen Leeuwarden en Groningen. Eerst in de stoptreindienst en vanaf september dat jaar in de sneltreindienst die mogelijk was geworden door de gedeeltelijke verdubbeling van het traject. In mei 1998 was het Kamperlijntje (Zwolle – Kampen) geschikt voor de inzet van het DM'90 en vervingen de treinstellen het aldaar dienstdoende materieel Plan U. In augustus dat jaar gingen de treinstellen 3431-3433 tussen Heerlen en Aachen rijden. De stellen waren voor deze dienst voorzien van PZB en extra instaptreden. Het was in mei 1998 de bedoeling dat de Buffels de nieuwe halfuurdienst tussen  Zwolle en  Enschede zouden gaan rijden. Het baanvak was met het ingaan van de dienstregeling nog niet geschikt voor de treinstellen. Tijdens de verbouwingswerkzaamheden, waarbij slechts tussen Zwolle en Wierden werd gependeld, bleven de treinstellen Plan U hier rijden. Ook werd enige maanden busvervoer ingezet op deeltrajecten. De uiteindelijke halfuursdienst met DM '90 ging in januari 1999 van start. Tot de nieuwe dienstregeling 1999/2000 werd echter alleen tussen Zwolle en Wierden gereden.

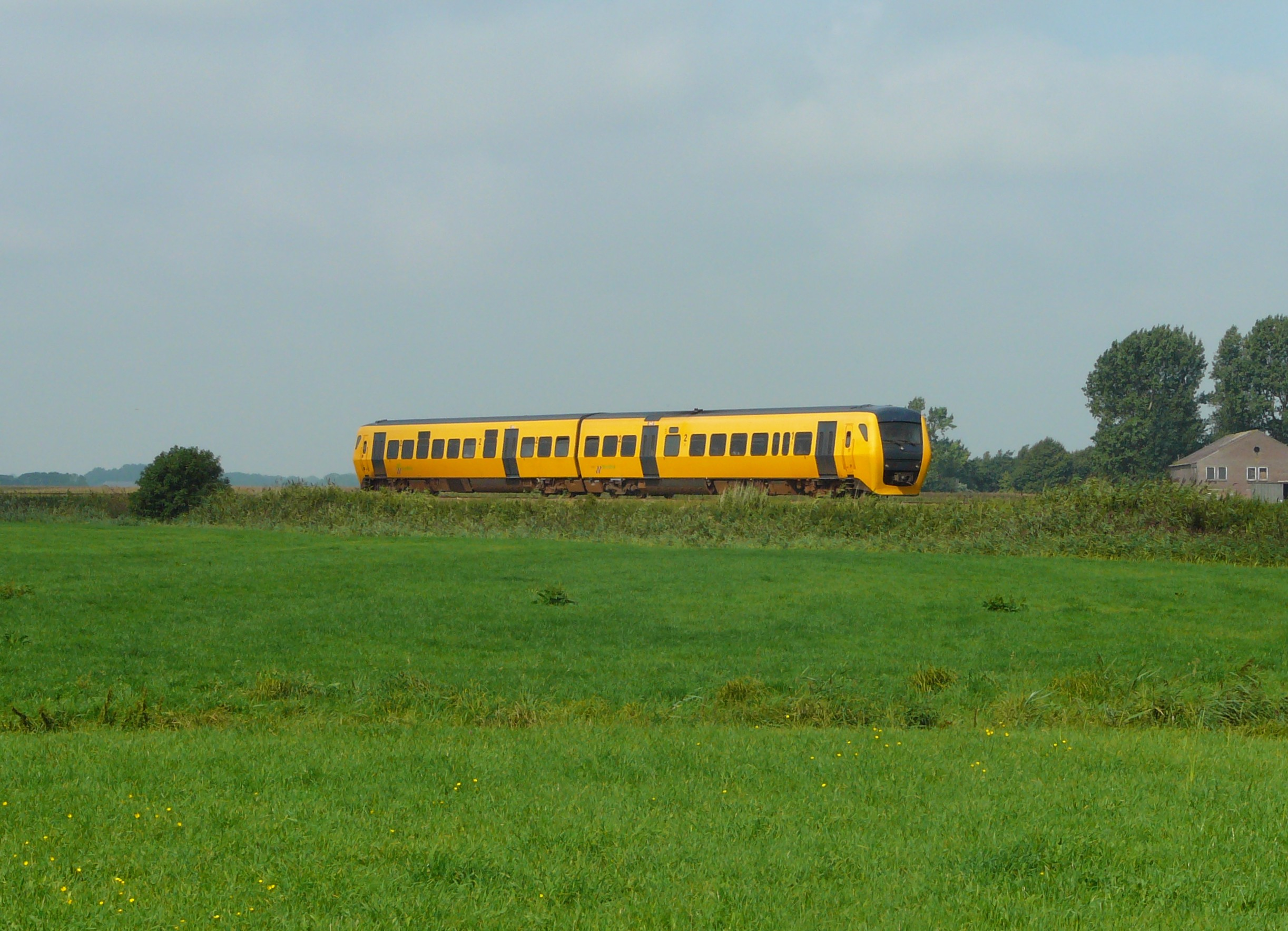
Buffel 3446 in dienst van Arriva onderweg van Harlingen Haven naar Leeuwarden bij Dronrijp; 25 augustus 2007.

Toen Syntus en NoordNed in de loop van 1999 en 2000 de treindienst op een aantal diesellijnen overnamen, namen zij ook enkele DM'90 treinstellen over. Deze bleven hierdoor rijden op de trajecten Leeuwarden – Groningen en Winterswijk – Doetinchem (later Arnhem), zij het voor de nieuwe vervoerder. Eind 2000 werden de treindiensten Zutphen – Apeldoorn en Zutphen – Hengelo overgenomen door het Dieselmaterieel '90. De Plan U-treinstellen bleven nog enkele maanden tussen Hengelo en Oldenzaal pendelen. Toen ook dit traject gereed was voor ATB Nieuwe Generatie werd de doorgaande treindienst Zutphen – Oldenzaal weer hersteld. In juni 2001 was het laatste dieseltraject gereed voor de Buffels en werden de treinstellen ook tussen Arnhem en Tiel ingezet. Diezelfde maand verdwenen de treinstellen van hun enige internationale verbinding. Duitse Talent-treinstellen namen de treindienst tussen Heerlen en Aken over.
In 2003 werd de treindienst tussen Zutphen en Oldenzaal overgenomen door Syntus. De vervoerder maakte hiervoor gebruik van LINT treinstellen. Hiermee verdween het DM '90 uit de reguliere treindienst op dit traject. Toen de treindienst Arnhem – Tiel door Syntus werd overgenomen, gingen hier DM'90 treinstellen van deze vervoerder rijden. Drie jaar later verdwenen de treinstellen door overname van de exploitatie door Veolia ook van de Maaslijn. Omdat NS met een overschot aan dieselmaterieel zat, werd besloten de treinstellen vanaf december 2006 in te zetten in de stoptreindienst op het geëlektrificeerde baanvak Zwolle – Groningen. Door de komst van Spurt treinstellen zette Arriva het DM'90 vanaf juli 2007 in tussen Harlingen Haven en Leeuwarden. In november 2007 keerde het laatste treinstel terug naar NS. De treinstellen bleven nog ruim anderhalf jaar vanuit Leeuwarden actief, van december dat jaar tot de zomer van 2009 reden ze een groot deel van de spitsstoptreinen tussen de Friese hoofdstad en Wolvega.
Doordat na sneeuwval in december 2009 en januari 2010 een tekort aan rijvaardig elektrisch materieel ontstond werd DM '90 weer ingezet in de stoptreinen tussen Leeuwarden en Wolvega en tussen Groningen en Zwolle. Verder werd DM'90 in speciale gevallen ook door Syntus ingezet tussen Zutphen – Hengelo en Oldenzaal en tussen Zutphen en Winterswijk.
Vanaf eind 2008 werd DM '90 ingezet als spitstrein op de Maaslijn tussen Venray en Nijmegen als gevolg van capaciteitsproblemen op dit baanvak. Op het traject Venray – Nijmegen nam het aantal reizigers sinds de komst van Veolia bovendien met 50 procent toe. Enkele malen moesten, met name op station Cuijk, reizigers achterblijven op het perron of stopte de trein in verband met te grote drukte zelfs helemaal niet. Veolia besloot vier tweedelige treinstellen te verlengen om zo de capaciteit te verhogen. Om de drukte enigszins op te vangen, werden vanaf 1 december 2008 twee DM '90-stellen ingezet door Veolia. Sinds eind 2009 zijn de vier Velios-treinstellen verlengd van twee tot drie bakken, en werden de 3446 en 3447 door Veolia teruggegeven aan de NS.
In de laatste jaren van de DM'90 (t/m 2017) werden de treinen bij NS nog op twee lijnen ingezet. Dat waren de Sprinterlijnen Zwolle – Kampen en Zwolle – Almelo – Hengelo – Enschede. Op deze lijnen hebben zij sinds 1998, resp. 1999, dat is dus circa 19 jaar dienst gedaan.

## Afwijkende treinstellen
| NS nr. | Syntus nr. | In dienst bij Syntus sinds |
| ------ | ---------- | -------------------------- |
| 3450   | 50         | 30 mei 1999                |
| 3451   | 51         | 30 mei 1999                |
| 3452   | 52         | 30 mei 1999                |
| 3453   | 53         | 30 mei 1999                |
| 3441   | 54         | 14 december 2003           |
| 3442   | 55         | 14 december 2003           |
| 3440   | 56         | 18 januari 2005            |
| 3438   | 57         | 1 april 2005               |
| 3439   | 58         | 1 april 2005               |
| 3437   | 59         | 11 juni 2007               |
| 3448   | 60         | 3 februari 2009            |
| 3449   | 61         | 3 februari 2009            |
| 3436   | n.v.t.     | 18 december 2010           |
| 3447   | n.v.t.     | 2 september 2011           |
| 3446   | n.v.t.     | 23 september 2011          |
| 3435   | n.v.t.     | 1 oktober 2011             |
| 3445   | n.v.t.     | 28 oktober 2011            |
| 3422   | n.v.t.     | 4 november 2011            |
| 3444   | n.v.t.     | 3 december 2011            |

Sinds 1999 leaste Syntus treinstellen van het type DM'90. Uiteindelijk beschikte deze vervoerder over 18 treinstellen. Hiervan waren twaalf stellen vernummerd in 50-61. De overige zes stellen kregen geen Syntus-nummer. De oorspronkelijke nummers van deze stellen staan in de tabel. De treinstellen werden aangepast aan de huisstijl van Syntus, onder meer herkenbaar aan de witte vlakken op de zijwanden en het logo van de vervoerder onder de frontruit.
Ook NoordNed zette in de eerste jaren dat zij de Noordelijke Nevenlijnen exploiteerde enkele DM'90 treinstellen in. Het ging hierbij om de stellen 3446-3449. Zij behielden hun originele nummers. Op de plek van de NS-logo's kwam het logo van de vervoerder. Het logo van NoordNed bleef ook op de treinstellen staan toen Arriva in 2006 de laatste aandelen NoordNed overnam. In november 2007 verdween de laatste Buffel bij Arriva.
Tussen 1 november 2008 en 20 november 2009 huurde Veolia twee stellen. De 3446 en 3447 werden op de Maaslijn in de spitstreinen tussen Nijmegen en Venray ingezet. De treinstellen waren hierbij van stickers van de vervoerder voorzien. Nadat de eerste tussenrijtuigen voor het eigen Velios-materieel waren geleverd, werden de stellen geretourneerd aan NS Financial Services Company, eigenaar van de stellen. Tussen 6 september 2010 en 17 december 2010 heeft de 3446 opnieuw voor Veolia gereden, evenals de 3447 die van 8 november tot eind maart over de Maaslijn reed.
Voor de treindienst op het traject Apeldoorn – Zutphen had RegioNS vanaf 2004 de beschikking over de stellen 3443-3445. De stellen waren voorzien van gele stickers op de koersdisplays en onder de frontruiten. In 2006 kwam het oudste treinstel, de 3401, de drie stellen versterken. In december 2009 gingen de 3443-3445 buiten dienst en kwamen de stellen 3401, 3402, 3404, 3412 en 3414 vast op dit traject te rijden. De treinstellen waren van een nieuwe alternatieve bestickering voorzien. Hierbij was onder andere het logo van de provincie Gelderland en de namen van beide bestemmingen van de trein op de zijwanden aangebracht. Treinstel 3401 bezat ook de oorspronkelijke gele stickers. De 3443-3445 werden begin januari 2010 tijdelijk weer door de NS in dienst gesteld om het materieeltekort in deze wintermaand op te vangen. Per 15 januari dat jaar kwamen de 3443 en 3444 tijdelijk in dienst bij Syntus. De stellen behielden hierbij hun NS-bestickering en treinstelnummer. Drie maanden later gingen deze stellen terug naar NSFSC. De 3445 heeft uiteindelijk tot december 2017 nog bij NS gereden.
Vanwege de vele problemen met het materieel was Syntus genoodzaakt om extra treinen te huren van NSFSC. Per 30 juli 2010 werden de 3430 en de 3436 gehuurd en een paar maanden later kwamen ook de 3434 en de 3435 de vloot versterken. Voor de per 12 december 2010 door Syntus gestarte Grensland Express, tussen Station Hengelo en Bad Bentheim, was de 3436 voorzien van een speciale bestickering. Ter vervanging werd de 3446, die niet meer nodig was bij Veolia, ingezet bij Syntus.
- Nadat twee beschadigde LINT's in maart 2011 weer in dienst kwamen gingen de gehuurde stellen weer terug naar NS en werden terzijde gesteld.
- Treinstel 3419 was bij wijze van proef aan een kant voorzien van een zwarte baanruimer.
- De treinstellen 3403 en 3410 reden enige jaren in principe de complete treindienst tussen Zwolle en Kampen. Ook zij waren hiervoor van een speciale bestickering voorzien, zowel het interieur als het exterieur is hierbij aangepast.
- Treinstel 3410 was als enige trein in de hele serie voorzien van informatieschermen.
- Na buitendienststelling van de 3403 en 3410 in 2014 werden de 3448 en 3449 bestickerd voor de dienst Zwolle – Kampen.
- Sinds maart 2017 stond stel 3403 op Zwolle Goederenemplacement als testtrein voor schoonmakers. In dit stel werden methoden geoefend om treinen in de toekomst beter schoon te kunnen houden.

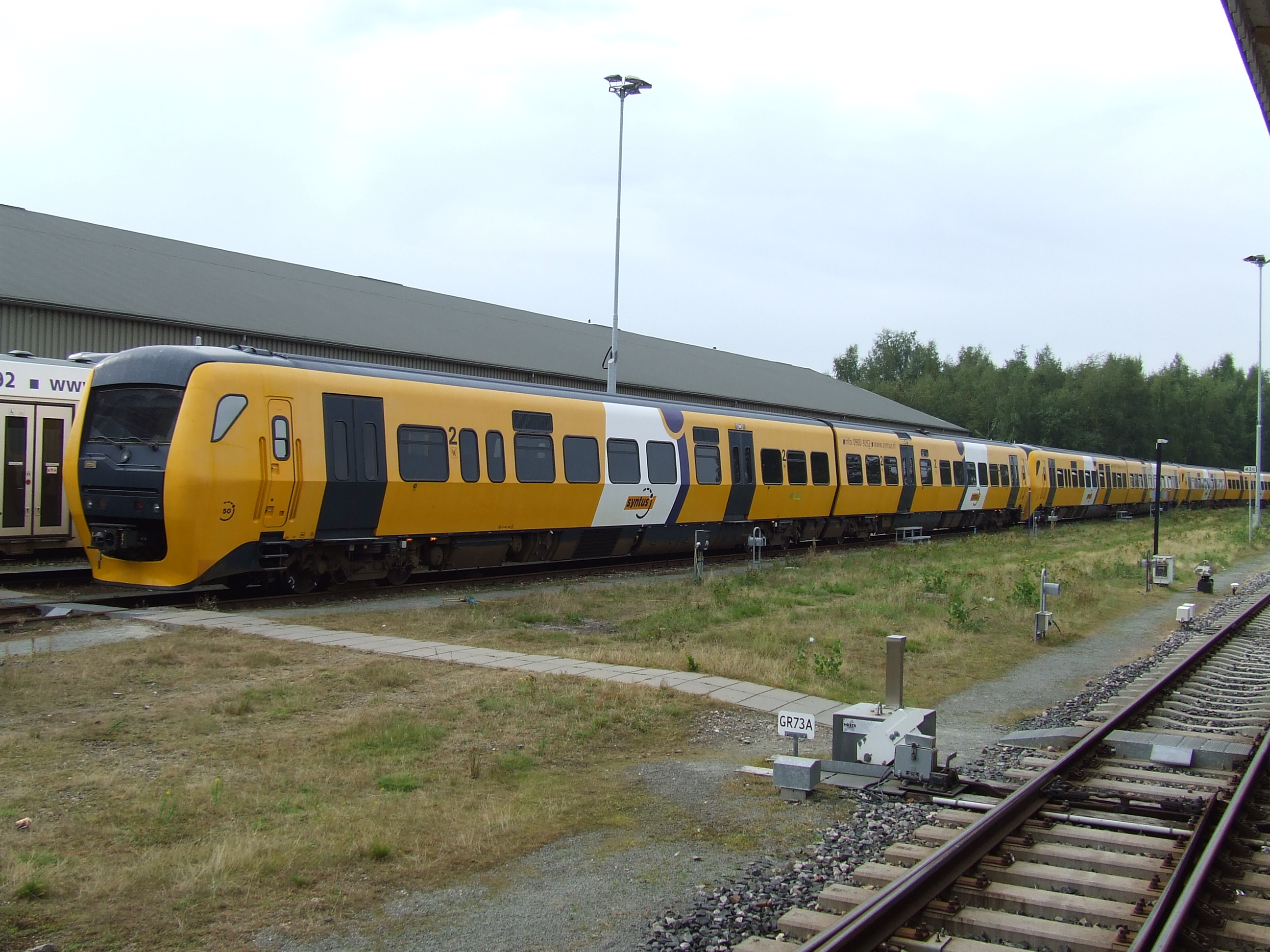
Een Buffel in Syntus-kleuren te Winterswijk.
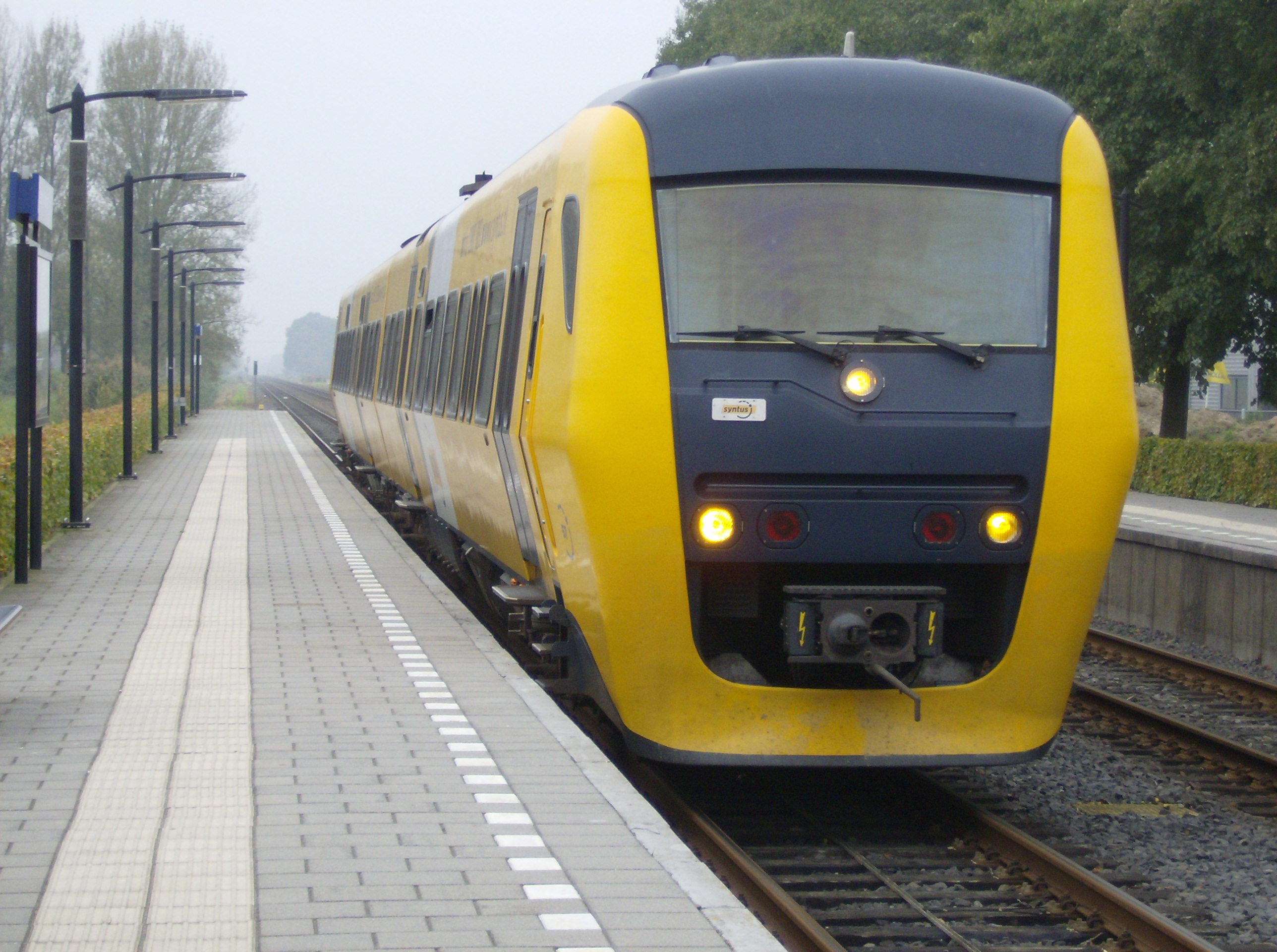
Een Buffel van Syntus op station Zetten-Andelst.
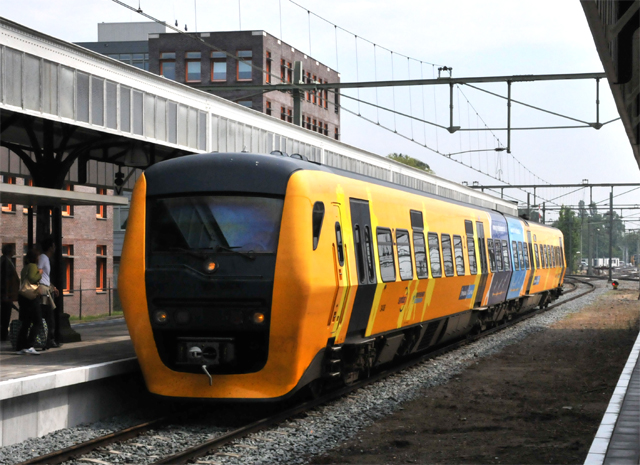
Treinstel 3436 als Grensland Express te Hengelo op spoor 11; 28 april 2011.
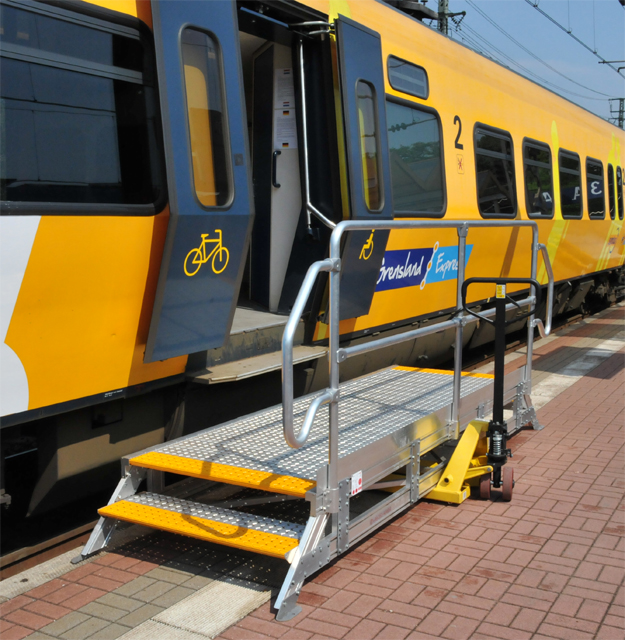
Met behulp van pompwagen verplaatsbaar plateau te Bad Bentheim; 28 april 2011.
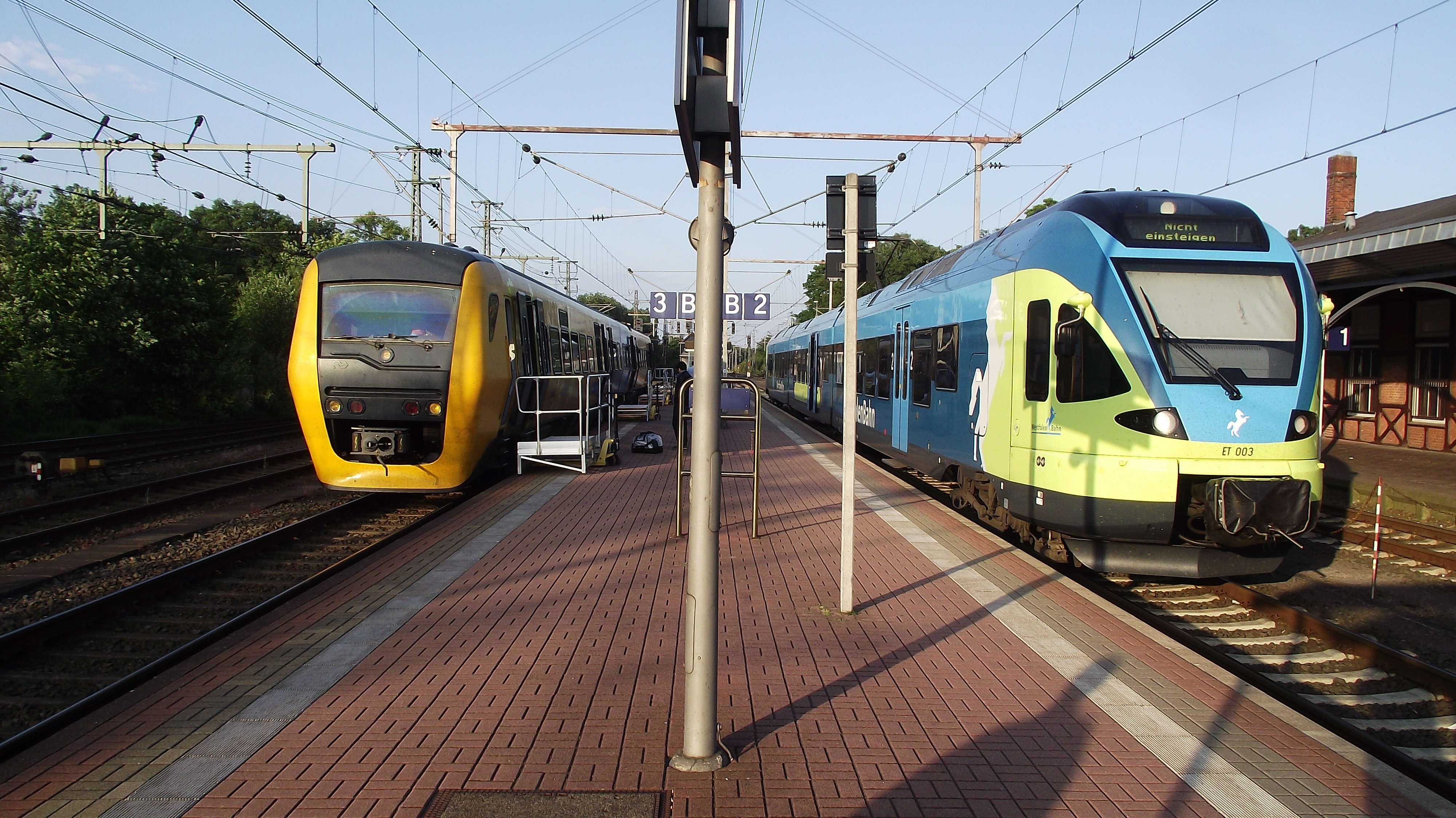
Grenslandexpress te Bad Bentheim met een Duitse trein van de Westfalenbahn; 29 mei 2011.
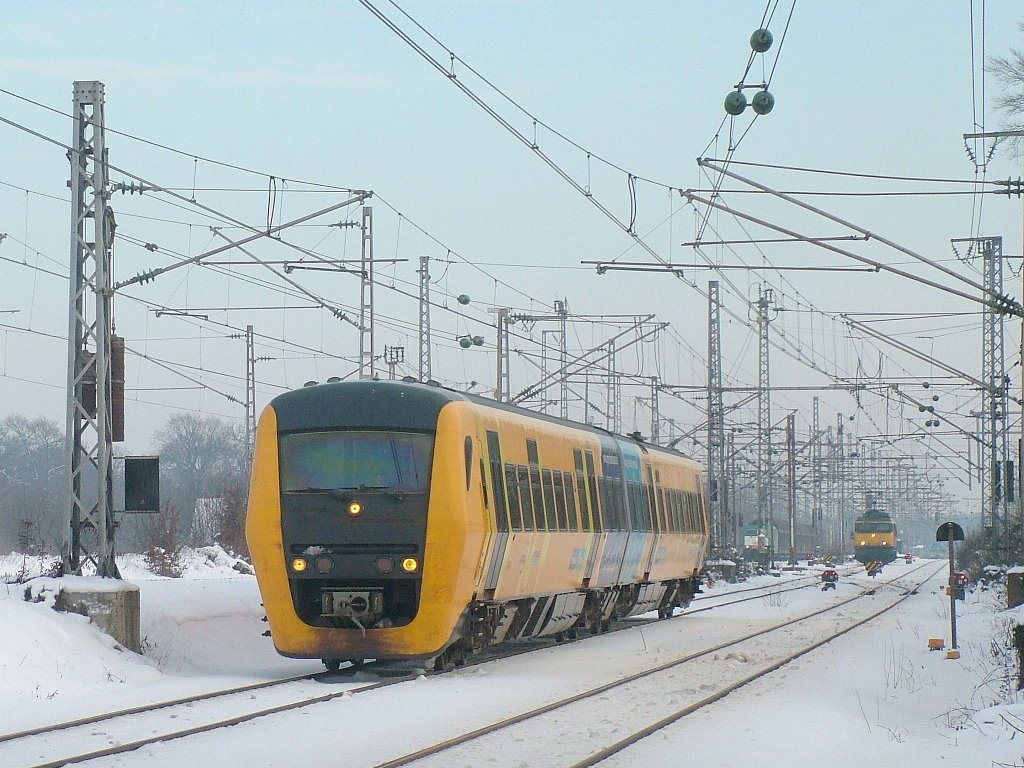
Grenslandexpress in winterlandschap te Bad Bentheim; 29 december 2012.
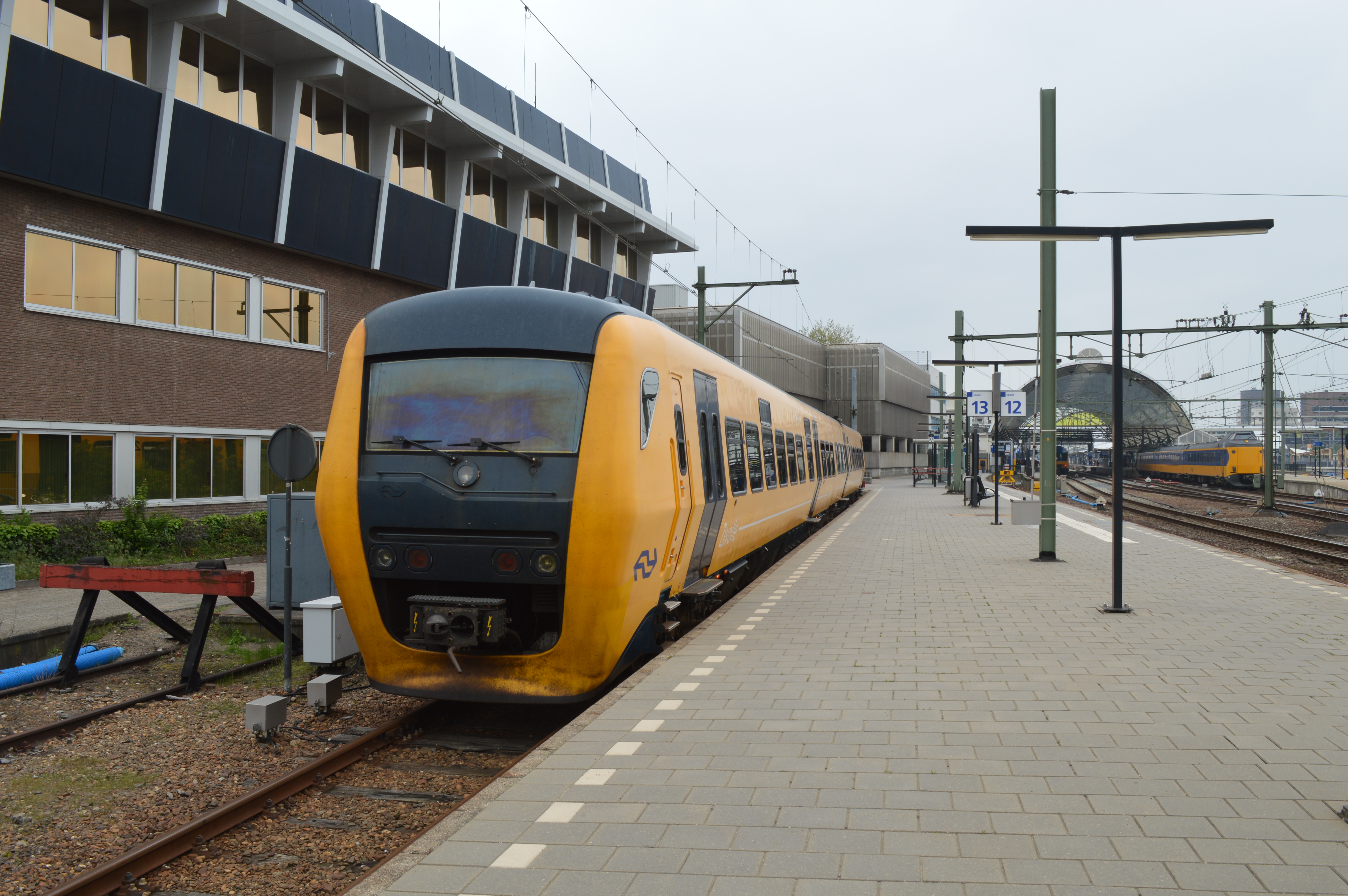
Treinstel 3410 op het vertrekspoor te Zwolle voor de dienst naar Kampen; 19 mei 2013.
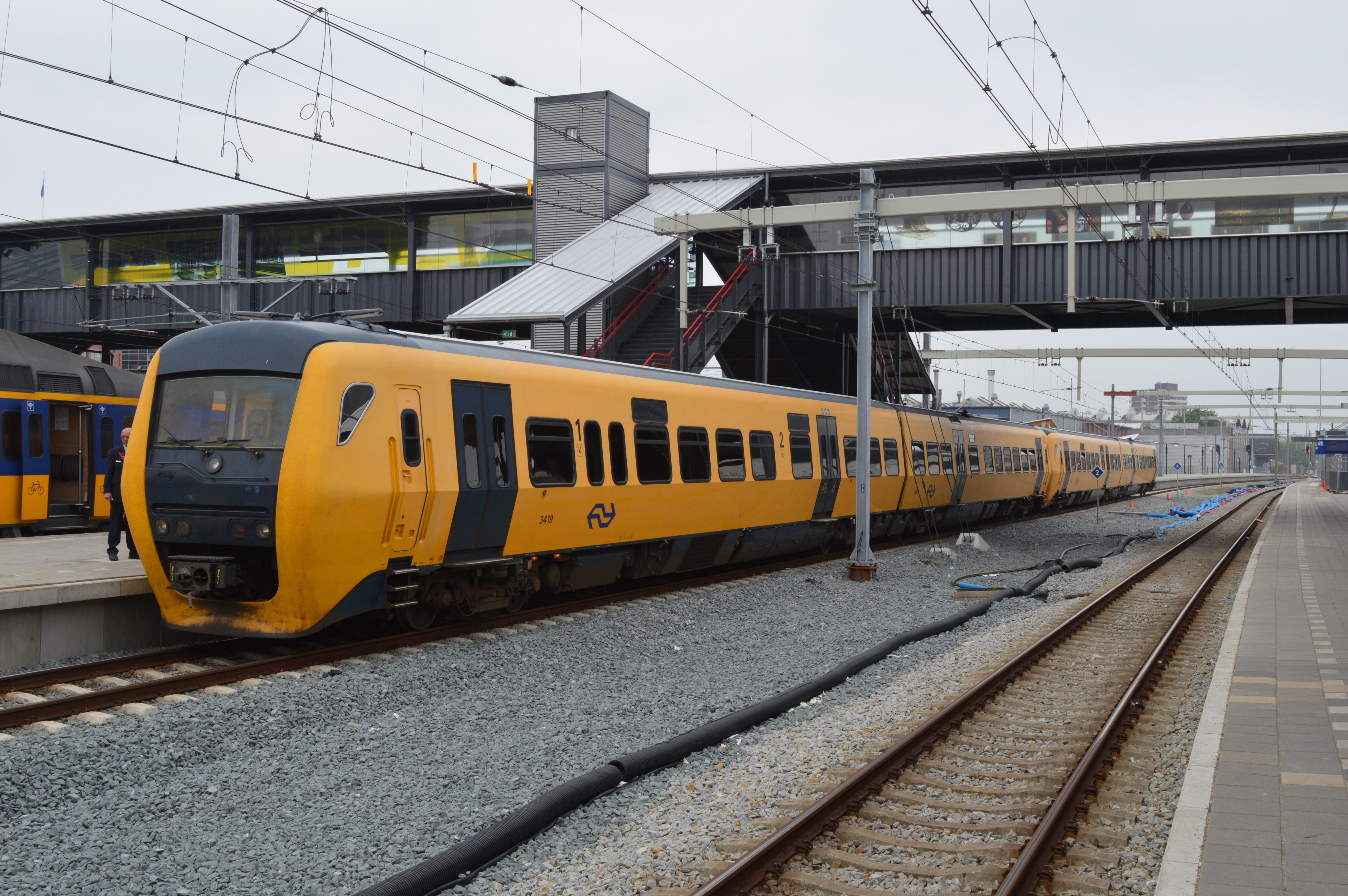
Treinstellen 3419 en 3415 op het vertrekspoor te Zwolle voor de dienst naar Enschede; 19 mei 2013.
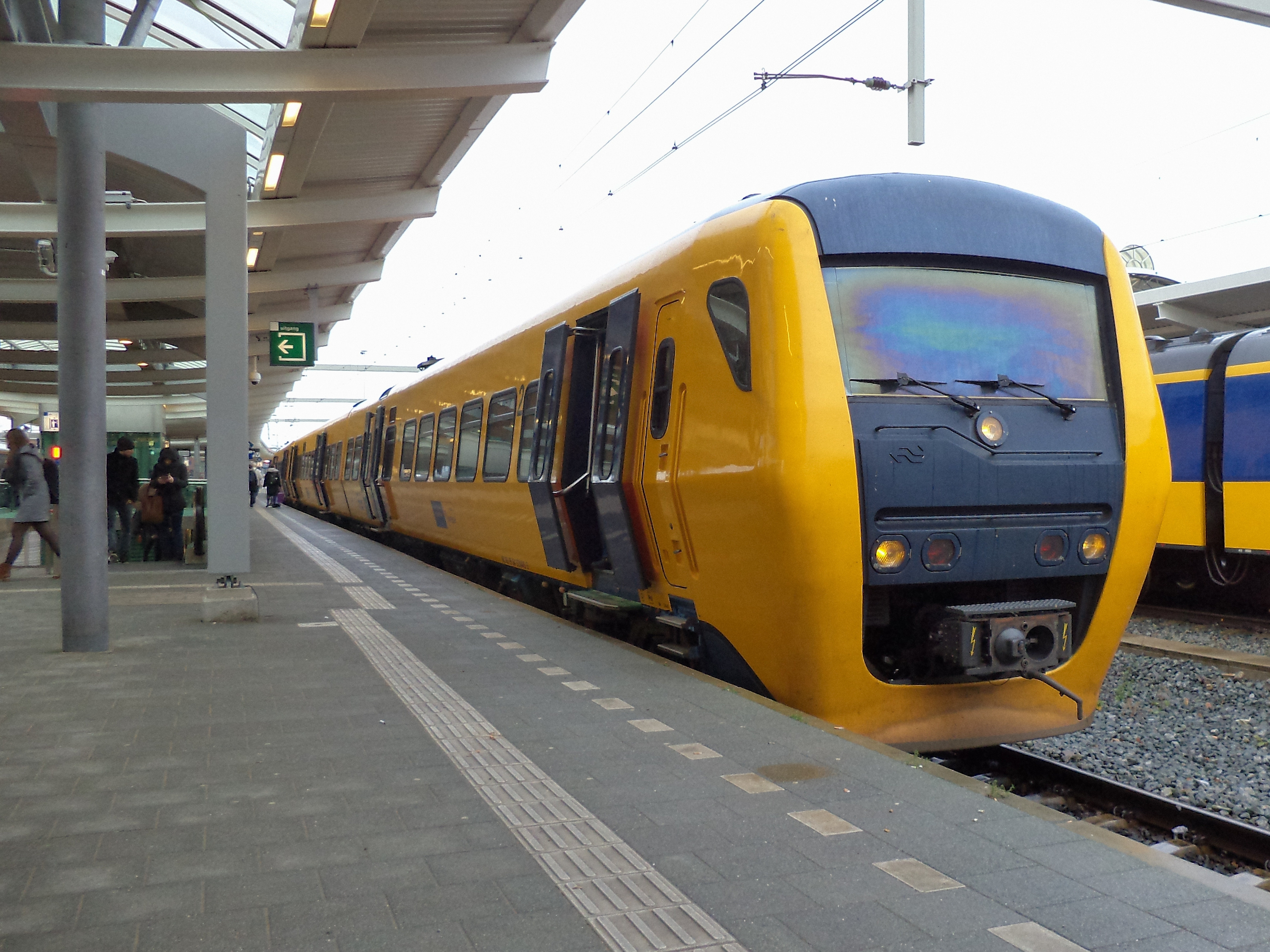
Buffel 3445 op de laatste dag van inzet bij NS in Zwolle, 9 december 2017.

## Buitendienststelling en verkoop
Treinstel 3405 is na een aanrijding te Roermond in 2003 met zware schade buiten dienst gesteld. De ABk 3405 stond nog enige tijd geheel van bruikbare onderdelen ontdaan bij NedTrain Haarlem en werd vervolgens gesloopt. De Bk 3405 stond lange tijd ter demontage van onderdelen in een loods in Amersfoort en werd in september 2014 afgevoerd en gesloopt.

### 2010 - 2011
Met ingang van de NS-dienstregeling 2010 retourneerde NS Reizigers de stellen die zij van NS Financial Services Company huurde. De treinstellen 3427-3436 en 3443-3447 kwamen hierbij terzijde te staan. Enkele dagen later waren de winterse omstandigheden echter zodanig dat veel materieel met defecten uitviel. Om ICM-treinstellen vrij te maken werd onder andere een groot aantal ritten in de stoptreinserie 9100 (Zwolle – Groningen) opnieuw met het DM'90 uitgevoerd. Ook kwamen de treinstellen weer tussen Zwolle en Leeuwarden te rijden. Tussen de tweede helft van december en de laatste week van januari kwamen alle 15 treinstellen opnieuw in dienst. De 3443 en 3444 gingen hierbij tijdelijk voor Syntus rijden. Ook tijdens de winter van 2010-2011 had NS Reizigers last van de winterse omstandigheden. Opnieuw begaf het materieel het massaal, vooral de nieuwe Sprinter Lighttrain liet het afweten. Ter vervanging werden de stellen 3417, 3419, 3431, 3432 en de 3443-3445 opnieuw in dienst gesteld.
In 2016 stonden de 3401, 3402 (RegioNS), 3403 (Zwolle – Kampen), 3404 (RegioNS), 3406-3409, 3410 (Zwolle - Kampen), 3411, 3412 (RegioNS), 3413, 3414 (RegioNS), 3415-3425, 3441-3442 en 3450-3453 (ex-Syntus) terzijde.

### 2017 - 2019
Op 14 oktober 2017 maakte de NVBS een afscheidsrit met de Buffels, waarbij vanuit Zwolle een rit werd gemaakt naar Groningen, Veendam en Stadskanaal (museumspoorlijn STAR), hierbij werd ook weer over niet-geëlektrificeerde spoorlijnen gereden.
Vanaf 10 december 2017 werden de resterende treinstellen terzijde gesteld, dit betrof de treinstellen die nog reden op de trajecten Zwolle – Kampen en Zwolle – Enschede. Met de Dienstregeling 2018 werden deze lijnen overgenomen door Syntus en rijden er elektrische treinen type Stadler FLIRT. Op de laatste dag in de normale dienst, 9 december, reden er ook nog Buffels op de sprinterdienst tussen Zwolle en Groningen.
48 van de 53 treinstellen werden in 2017 verkocht aan de Roemeense vervoerder Trans Feroviar Călători (Ferotrans). Hoewel de transactie was afgerond, waren de stellen in september 2019 nog in Nederland aanwezig door problemen met de doorvoer door Duitsland en Oostenrijk. Na een gerechtelijke uitspraak werd NS in september 2019 opnieuw eigenaar en werd naar een tijdelijke opstelruimte gezocht. Op 11 november 2019 begon VolkerRail met het verslepen van de 48 treinstellen van Nijmegen naar Amsterdam Houtrakpolder.
Treinstel 3426 werd begin 2018 aan het Spoorwegmuseum overgedragen. Dit treinstel werd opgeborgen in de Wagenwerkplaats Blerick. Vanaf 29 augustus 2018 werd het als nieuwste aanwinst en laatste dieseltrein van NS geëxposeerd bij het Maliebaanstation.

### 2020 - Verkoop naar Polen

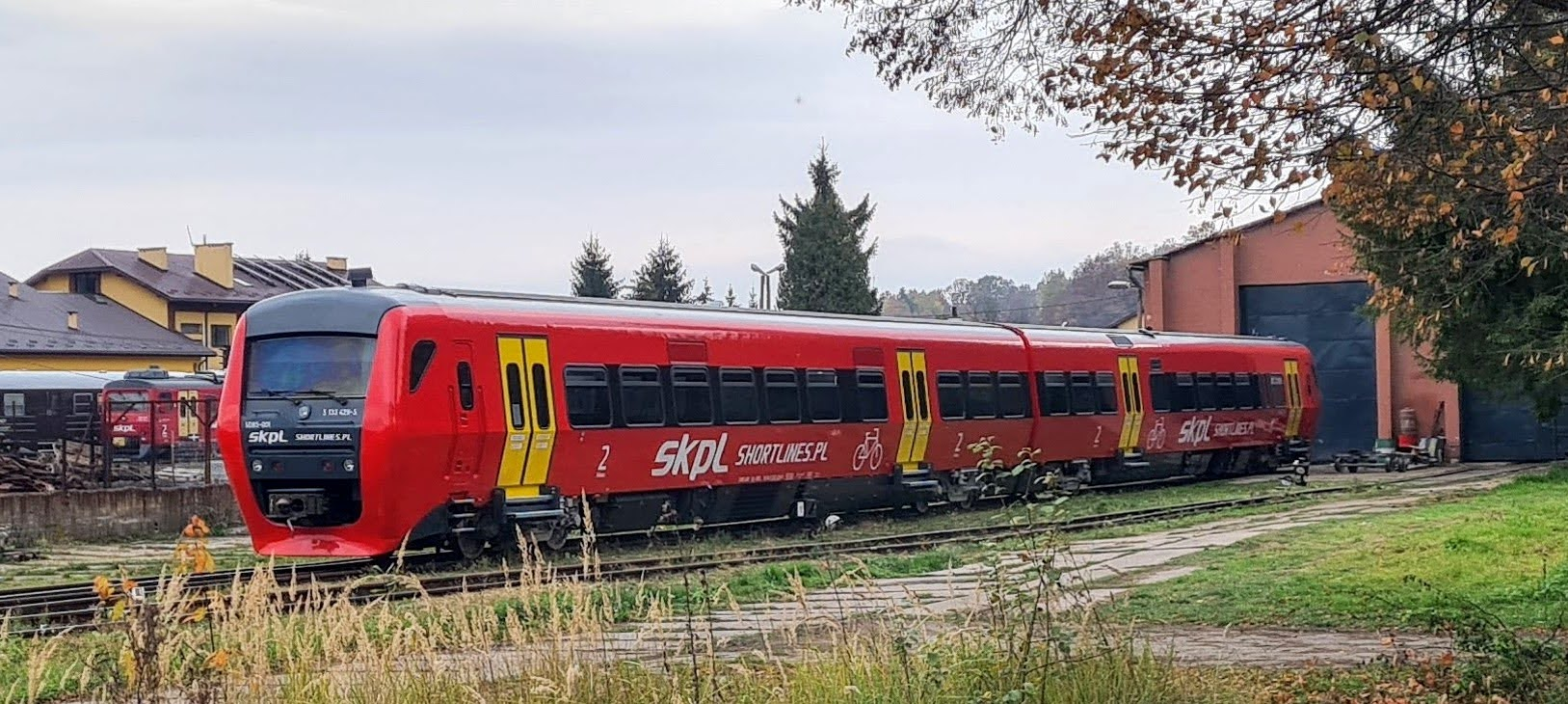
Een naar Polen verkochte Buffel in de nieuwe rode uitmonstering van het Poolse spoorwegbedrijf SKPL; oktober 2022.

Drie jaar na de buitendienststelling zijn 32 treinstellen in november 2020 verkocht aan de Poolse spoorwegmaatschappij Stowarzyszenie Kolejowych Przewozów Lokalnych (SKPL). Op 28 november 2020 vertrokken de eerste vier stellen vanaf het raccordement Amsterdam Houtrakpolder richting Polen. De verkochte stellen zijn de 3402, 3404, 3406, 3407, 3411, 3413, 3415, 3421, 3425, 3427 t/m 3440, 3443 t/m 3450 en 3453. In 2009 gingen er al twaalf Wadlopers naar Polen, waarvan er zeven in eigendom zijn van SKPL. In maart 2022 maakte SKPL bekend dat de treinstellen ingezet zullen worden voor het evacueren van vluchtelingen uit Oekraïne vanwege de Russische invasie in dat land. In januari 2024 waren de eerste treinstellen na verbouwing en aanpassingen aan de Poolse eisen gereed om ingezet te worden. Zij zijn rood geschilderd, met gele deuren. Zij worden aangeduid als SD85 en kwamen in dienst als IC op de spoorlijn van Zagórz naar Krakau en Kłodzko.

### 2021 - Verkoop aan HTFS
Eind januari 2021 werd bekendgemaakt dat stel 3452 was verkocht aan Happy Train Fleet Services BV. Dit treinstel wordt in de toekomst weer rijvaardig gemaakt.

### 2021 - Verkoop aan Brouwer Technology
In de zomer van 2021 werden de laatste nog aanwezige 14 treinstellen (3401, 3408, 3412, 3414, 3416, 3417, 3418, 3419, 3420, 3422, 3423, 3441, 3442, 3451) verkocht aan Brouwer Technology in Blerick. In augustus 2021 werden de treinstellen overgebracht vanuit Amsterdam naar het emplacement in Gekkengraaf. Ze werden in de jaren daarna op verschillende locaties rond Venlo gestald totdat Brouwer een koper gevonden had. De 3414, 3419, 3420, 3422, 3423, 3441, 3442 zijn in 2023 overgebracht naar Roemenië waar ze worden opgeknapt. In 2024 volgden de andere zeven.

## Sloop
Van de 53 treinstellen zijn er uiteindelijk 47 verkocht. De treinstellen die niet verkocht zijn:
- 3403 - Buiten dienst in 2014 en daarna nog gebruikt als oefentrein voor nieuwe schoonmaakmethoden.[12] Op 19 juni 2023 afgevoerd naar de sloop.
- 3405 - Buiten dienst in 2003 na aanrijding in Roermond. Gesloopt in 2014.
- 3409 - Buiten dienst in 2014, afgevoerd naar de sloop op 26 juni 2023.
- 3410 - Buiten dienst in 2014. Was verkocht aan Ferotrans, maar raakte flink beschadigd bij een explosie in Nijmegen op 14 april 2019.[13] Op 19 juni 2023 afgevoerd naar de sloop.
- 3424 - Buiten dienst in 2014 en daarna nog gebruikt als test- en meettrein.[14] Op 26 juni 2023 afgevoerd naar de sloop.
- 3426 - Buiten dienst in 2017. Niet gesloopt maar overgedragen aan het Spoorwegmuseum.